# Cementerio de Laeken
El cementerio de la antigua comuna de Laeken es el más antiguo de los cementerios de Bruselas aún en funcionamiento. También es el más conocido internacionalmente por la riqueza del patrimonio funerario que contiene.
También es el último cementerio de la Región de Bruselas de tipo «parroquial», es decir, ubicado alrededor de una iglesia según la antigua costumbre cristiana de sepultar a los muertos cerca de los vivos. Los otros cementerios de esta clase han sido sustituidos por cementerios municipales que en la época de su construcción se ubicaban en zonas sin urbanizar.

## El cementerio
La instalación de la familia real belga en Laeken en 1831 y sobre todo la inhumación de la reina Luisa María de Orleans en 1850 aumentaron el atractivo de la localidad y de su cementerio, cuya superficie crece primero a 1,23 ha y después hasta 2,46 ha.
A pesar de estas extensiones, el incremento de la población provoca la saturación del cementerio a mediados de los años 1870. El ingeniero y concejal Émile Bockstael, que después fue alcalde del municipio, idea una extensa red de galerías funerarias subterráneas, de cientos de metros de longitud, que siguen el trazado de los caminos de la superficie. A estas galerías se accede por distintos monumentos. Uno de ellos, cuya construcción en 1879 fue supervisada por Bockstael, será transformado unos cuarenta años más tarde para albergar su tumba. En 1930 se añade una nueva entrada a las galerías a través de un columbario art déco diseñado por el arquitecto François Malfait. En la actualidad, la mayor parte de la red es inaccesible por temor a los derrumbes, en espera de su consolidación, y se ha tenido que cortar el paso a ciertos caminos de la superficie.

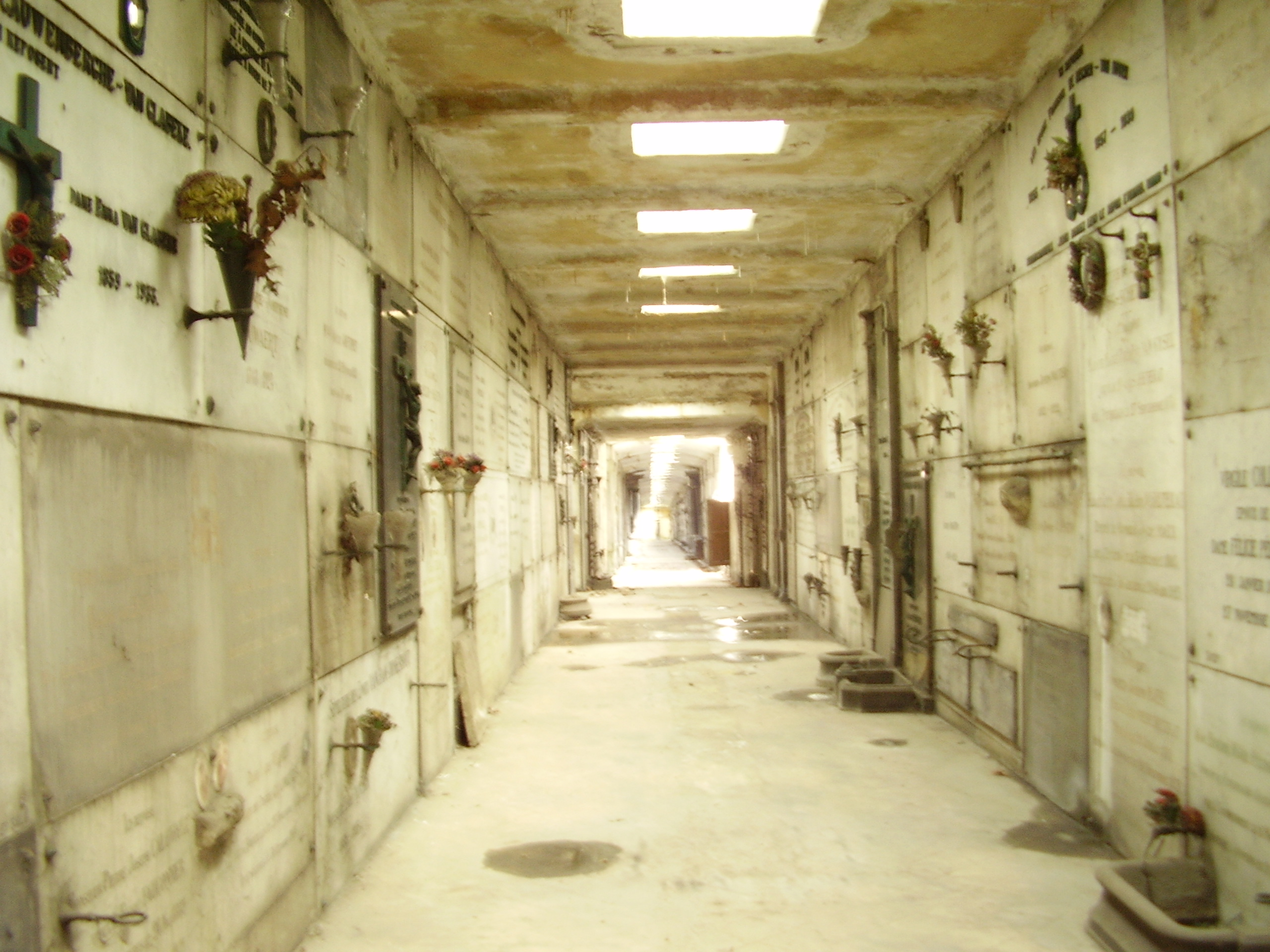
Galería subterránea

Tras la Segunda Guerra Mundial se realizó una última extensión para instalar una zona de enterramientos militares.
A principios del siglo XX se empieza a comparar el cementerio de Laeken con el parisino de Père Lachaise. Las personas que habían alcanzado cierta notoriedad desde la independencia de Bélgica deseaban ser enterradas en Laeken con un monumento funerario que les distinguiera de la gente común. Como consecuencia, en el cementerio se pueden encontrar, grabados en la piedra, una gran profusión de títulos nobiliarios, altos cargos militares o de funcionarios civiles, alcaldes, ministros y consejeros.

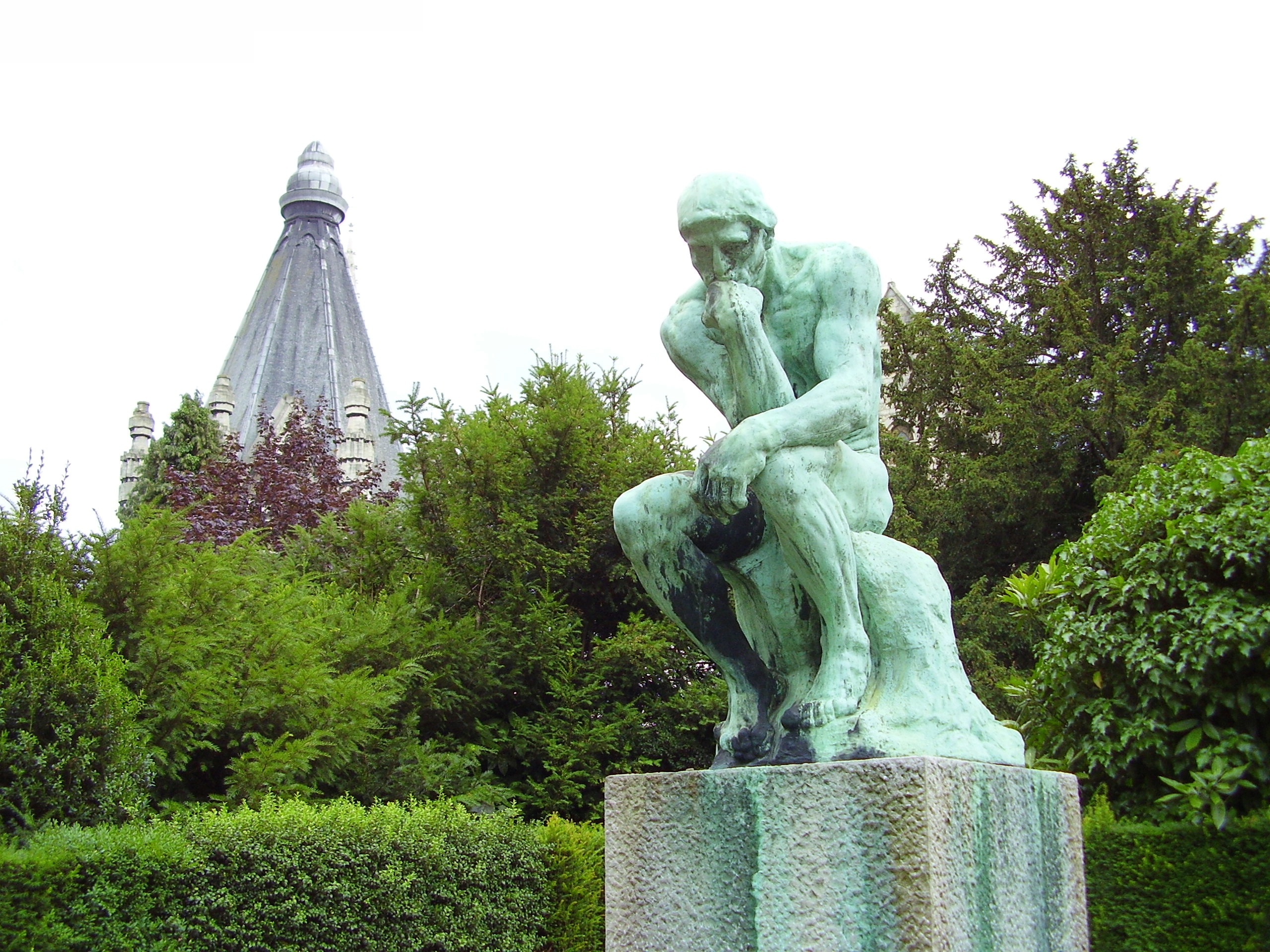
El pensador en el cementerio de Laeken.

La estatuaria es obra de los escultores más de moda en la época. Es notable un ejemplar de El pensador de Rodin. Veladas plañideras de piedra o bronce, en poses en ocasiones sugestivas, se inclinan sobre tumbas coronadas por bustos de personas notables, barbudas y austeras, cuyo fallecimiento se supone la causa de tanta desesperación. 
Muchos de estos monumentos salieron del taller del escultor Ernest Salu (1845-1923), situado justo al lado de la entrada al cementerio, convertido hoy en un museo de arte funerario.

## Personalidades
Entre los personajes inhumados en Laeken :
- Algunos alcaldes de Bruselas, como Nicolas Rouppe (1769-1838) y André-Napoléon Fontainas (1807-1863), alcaldes de Laeken como Charles-Joseph Herry (1805-1879) y Émile Bockstael (1838-1920). También está inhumado en Laeken el caballero François-Jean Wyns de Raucour(t) (1779-1857).
- Los arquitectos Alphonse Balat (1818-1895), Léon Suys (Bolsa de Bruselas), Jan Baes (1848-1914, Teatro Real Flamenco de Bruselas]]) y Joseph Poelaert, cuyo túmulo recuerda, a tamaño reducido, el Palacio de Justicia de Bruselas del que es autor.
- Artistas, entre ellos la cantante de ópera María Felicia García Sitches, conocida artísticamente como María Malibrán (1808-1836), esposa del violinista Charles-Auguste de Bériot (1802-1870), que está enterrada en una capilla construida por el arquitecto Tilman-François Suys; la virtuosa del piano Marie Pleyel (1811-1875), nuera del compositor Ignace Joseph Pleyel; los pintores François-Joseph Navez (1787-1869), Ignace Brice (1795-1866), Jean-François Portaels (1818-1895) y Fernand Khnopff (1858-1921), así como el escritor Michel de Ghelderode (1898-1962).
- El barón Louis Seutin, cirujano y fundador de la Universidad Libre de Bruselas (ULB) y de la Real Academia de Medicina, el más importante renovador de la medicina belga del siglo XIX (1793-1862).
- El ingeniero Camille Jenatzy (1868-1913), primer piloto que sobrepasó los 100 km/h en automóvil.
- El cardenal Joseph Cardijn, que siendo un joven vicario en Laeken, fundó en 1912 la Juventud Obrera Cristiana (JOC).
- Marguerite De Riemaecker-Legot (1913-1977), ministra de estado, primera mujer ministra de Bélgica.

## Galería

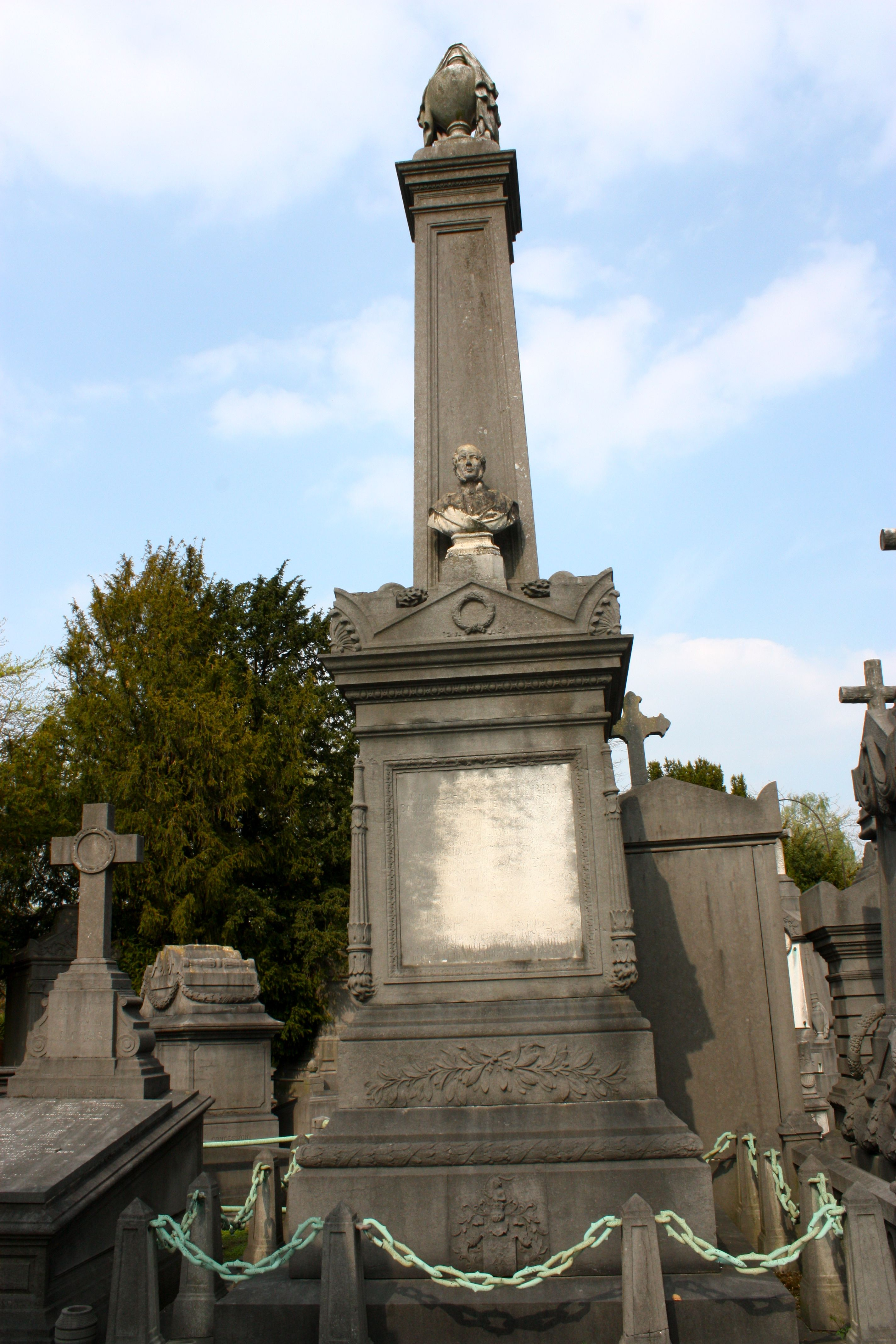
Charles HERRY
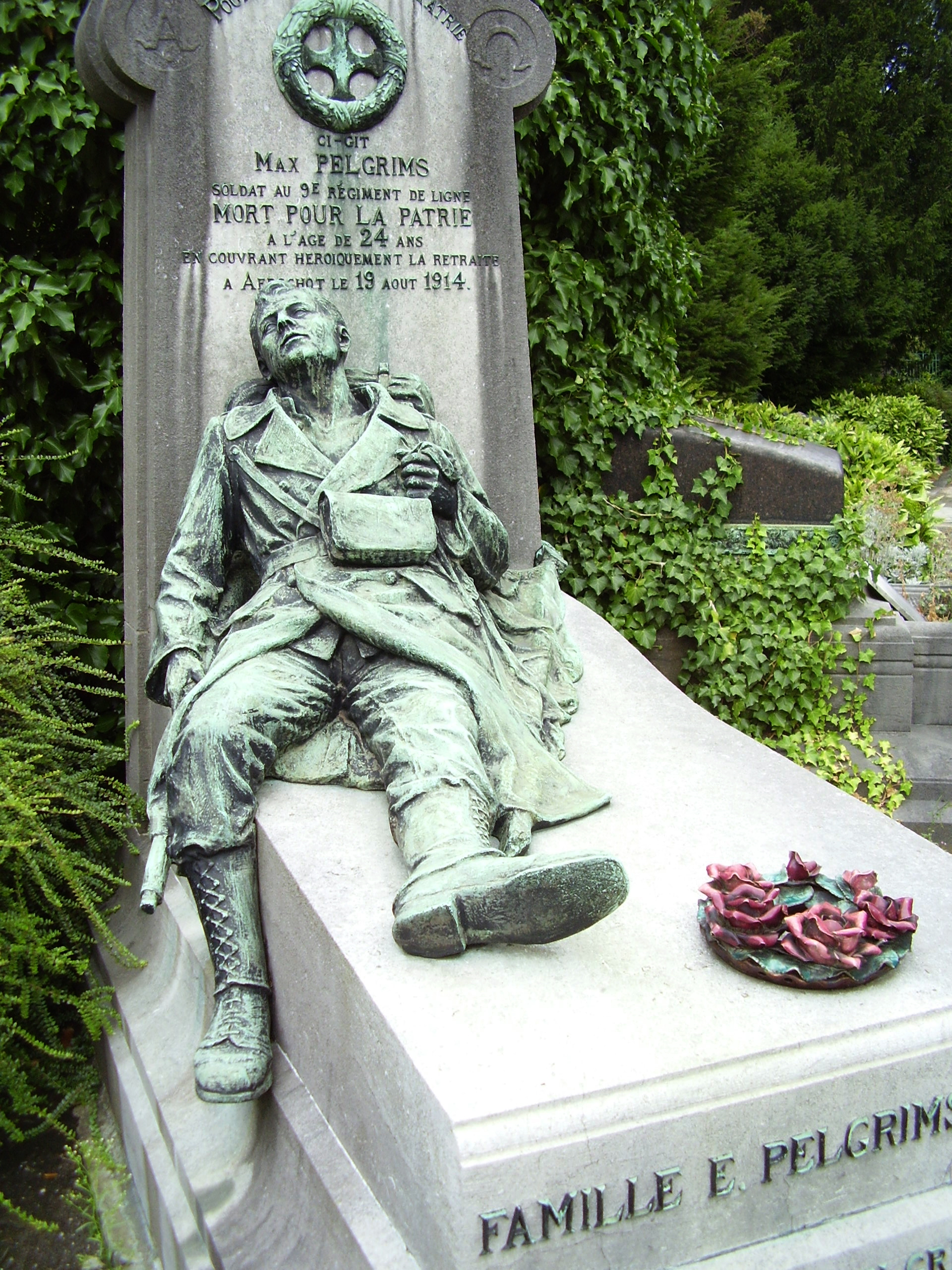
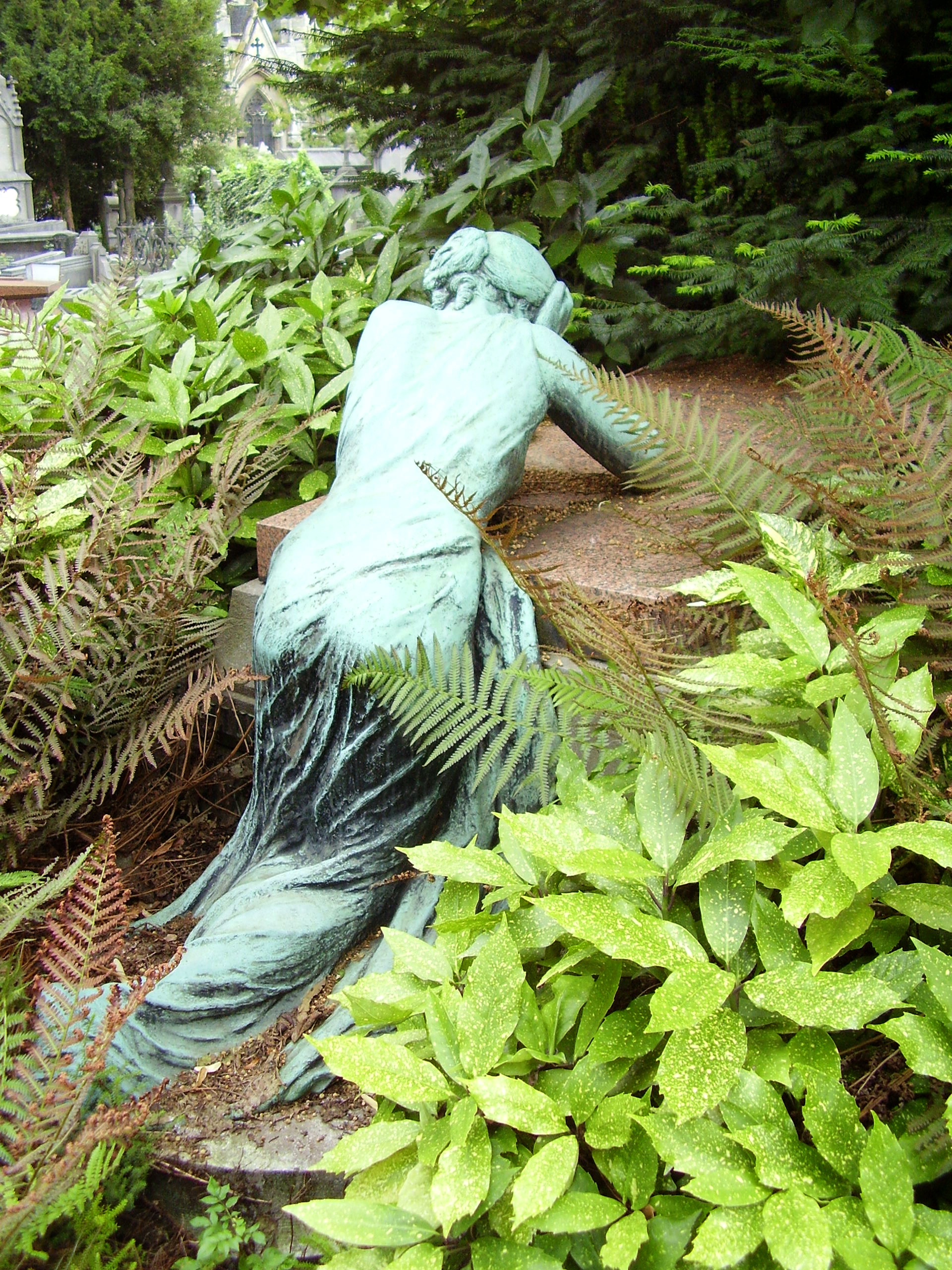
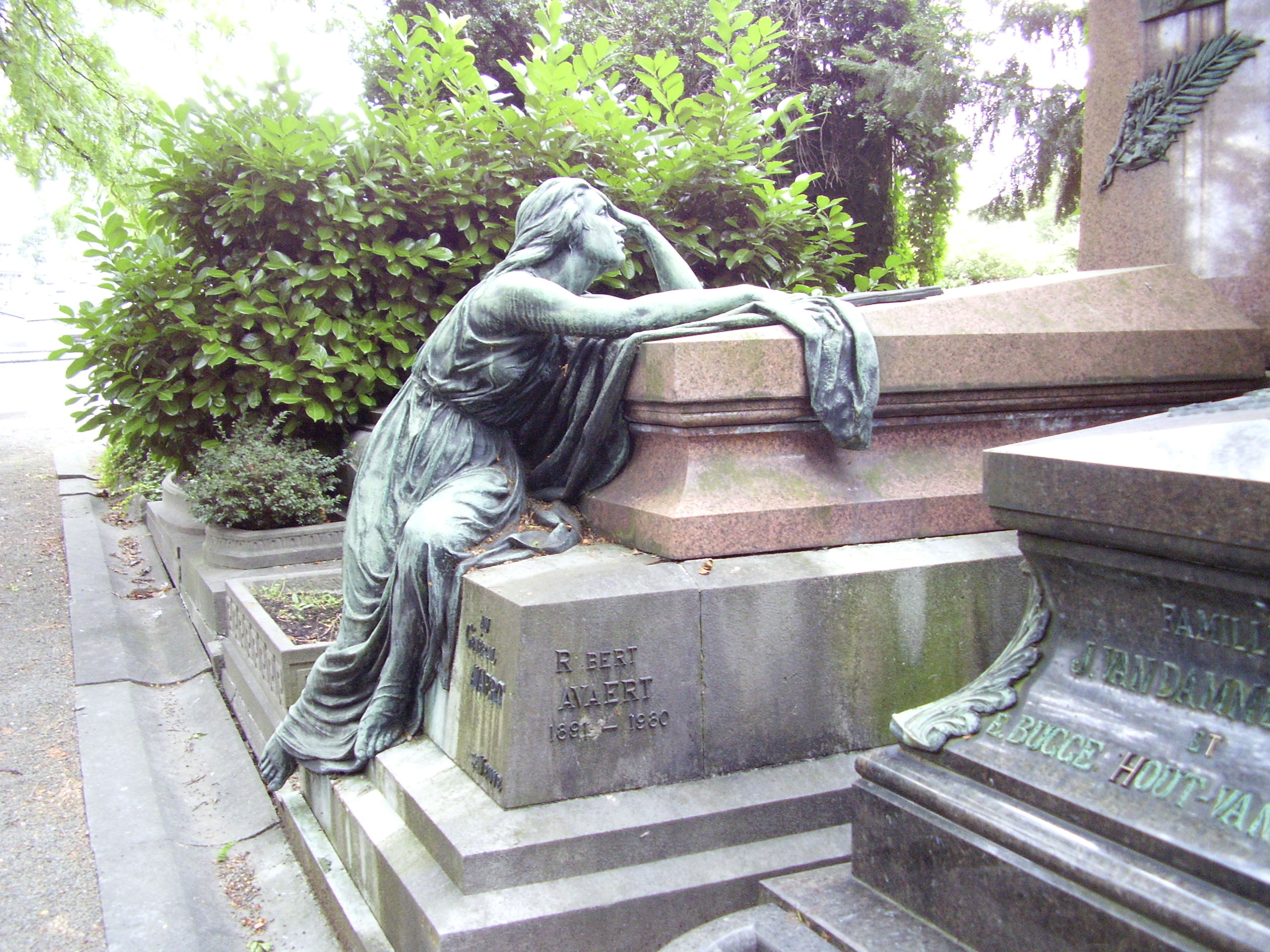
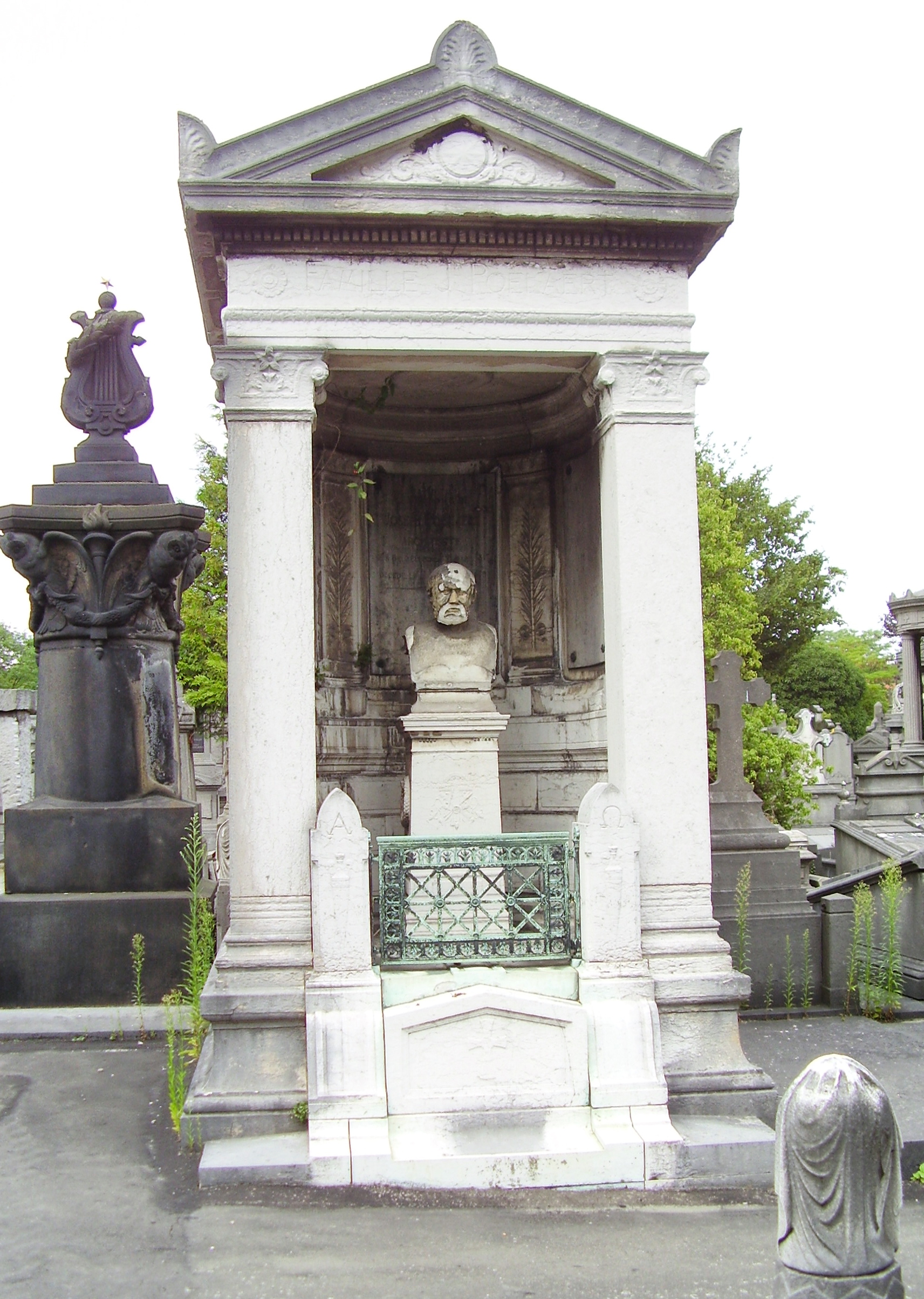
Joseph Poelaert
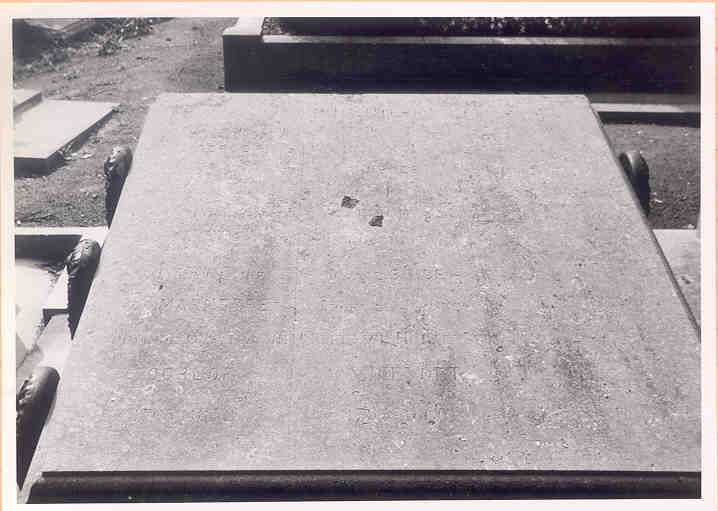
Ignace Brice
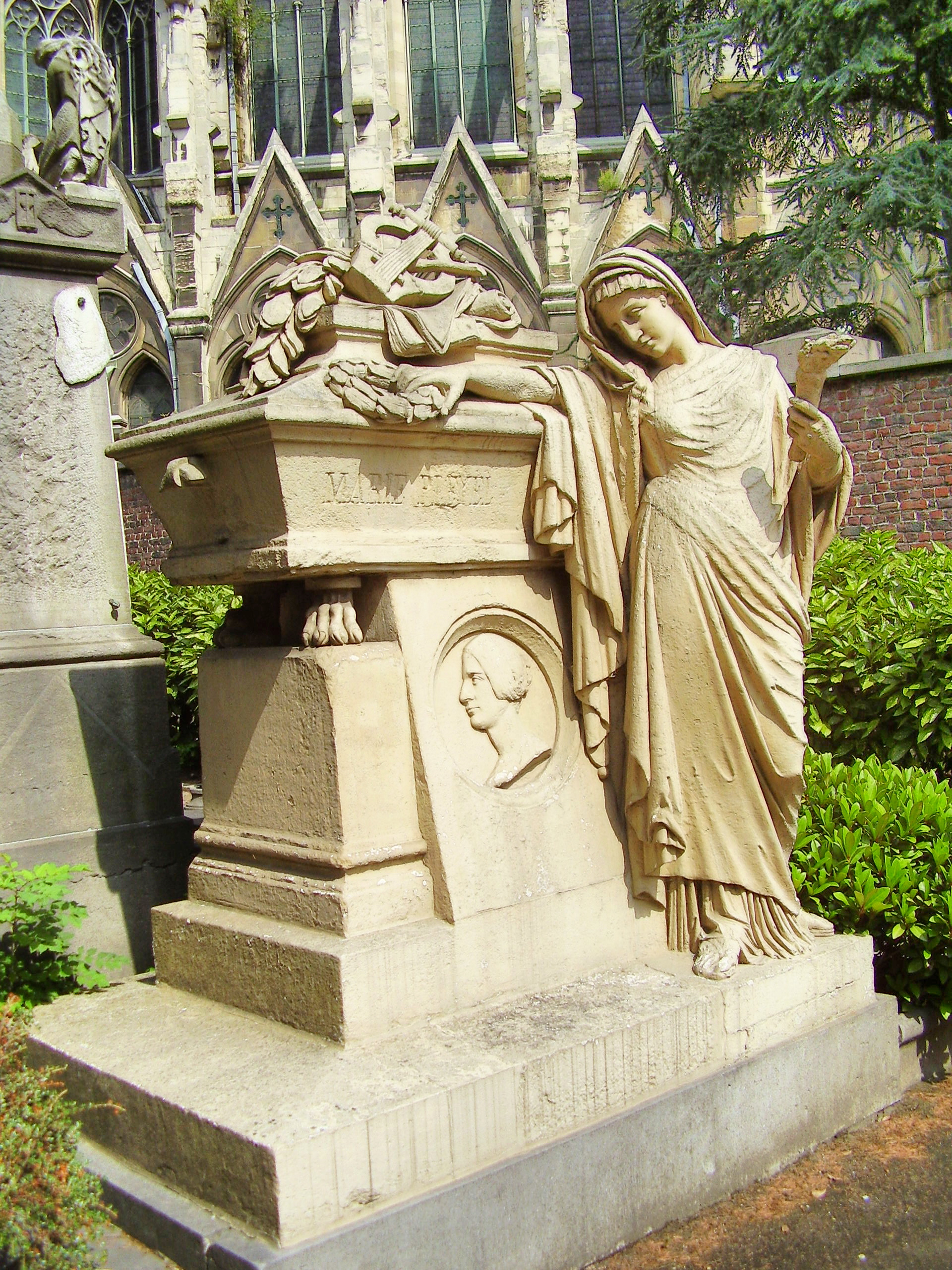
Marie Pleyel
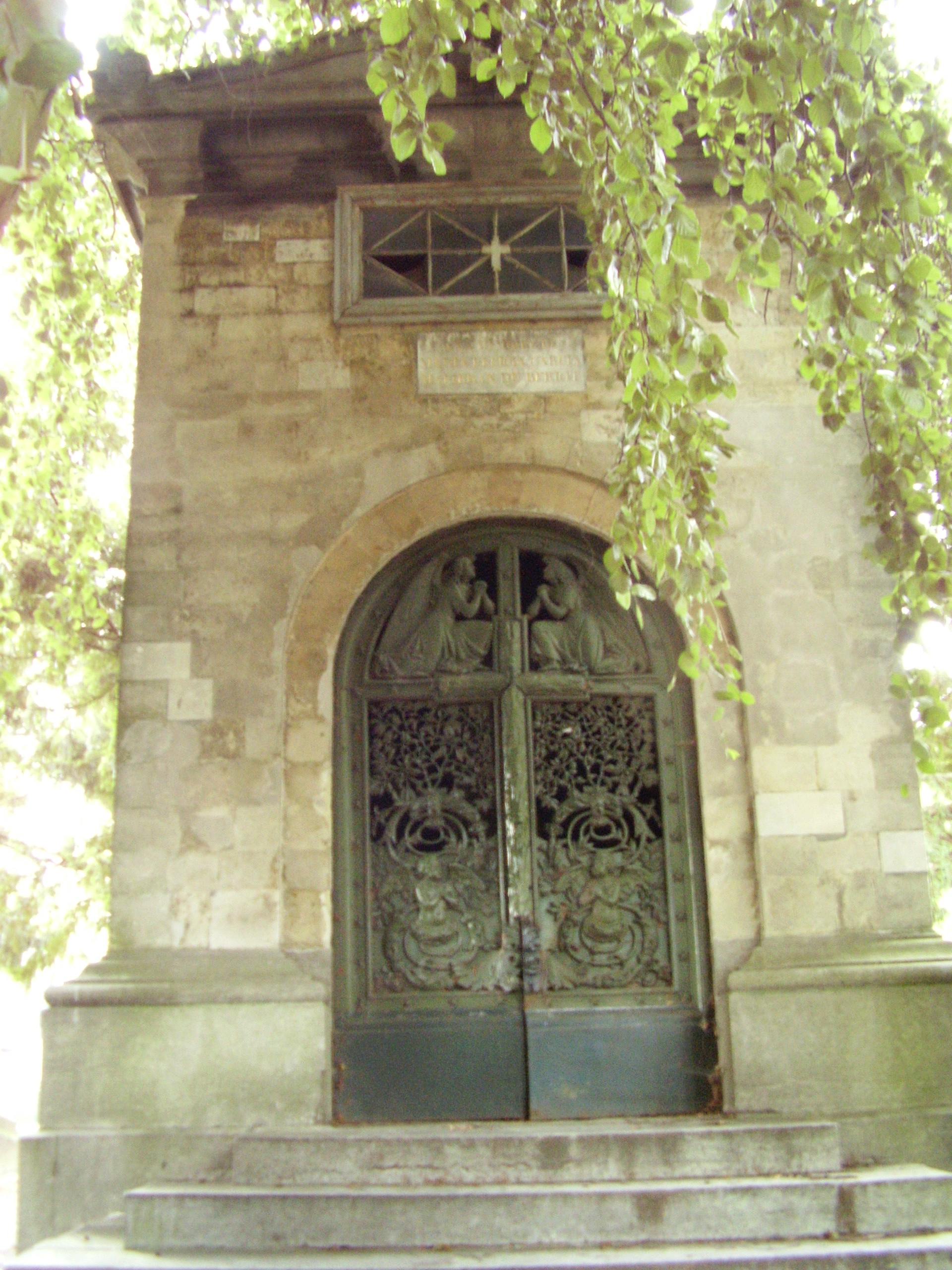
María Malibrán
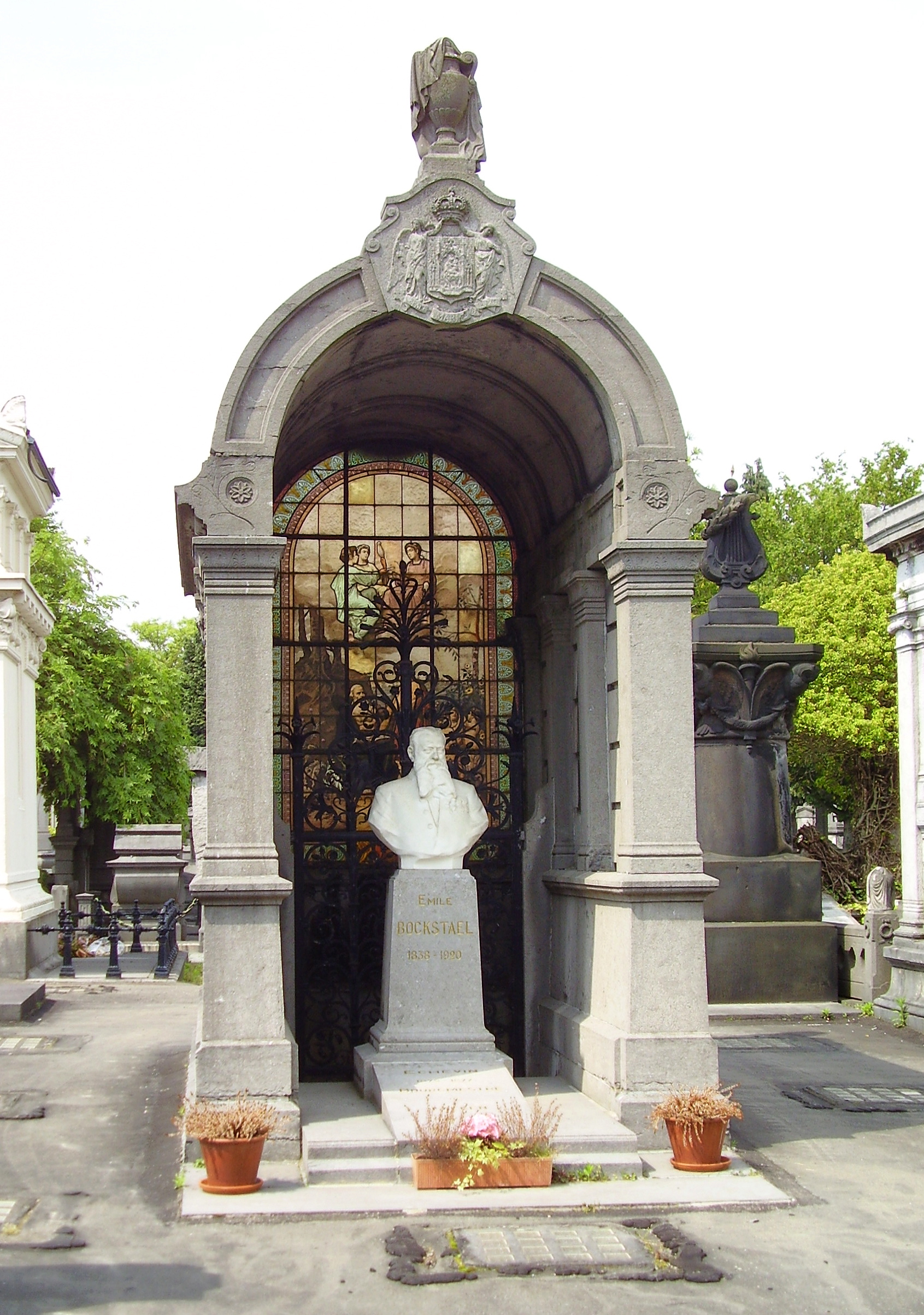
Émile Bockstael
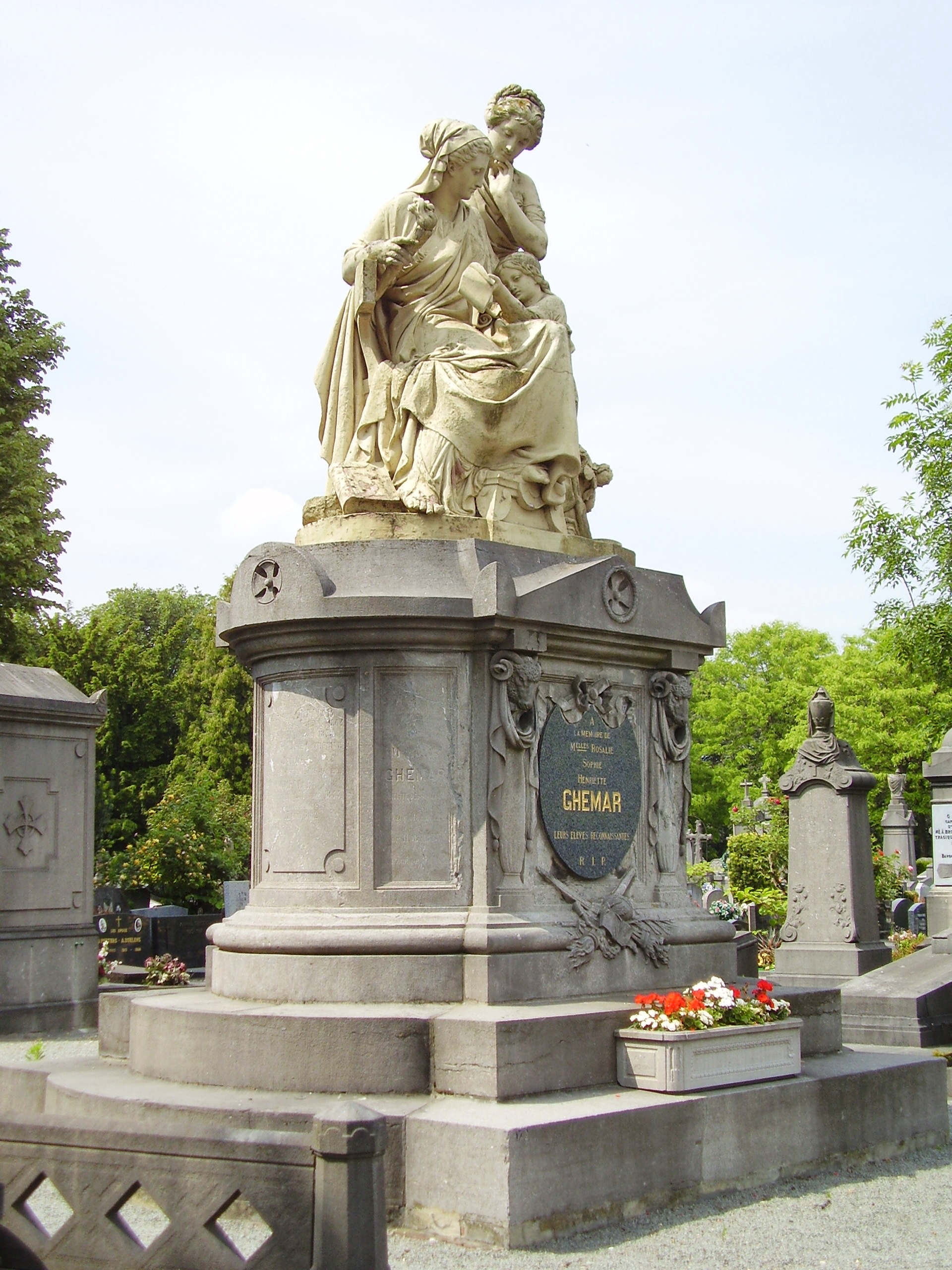
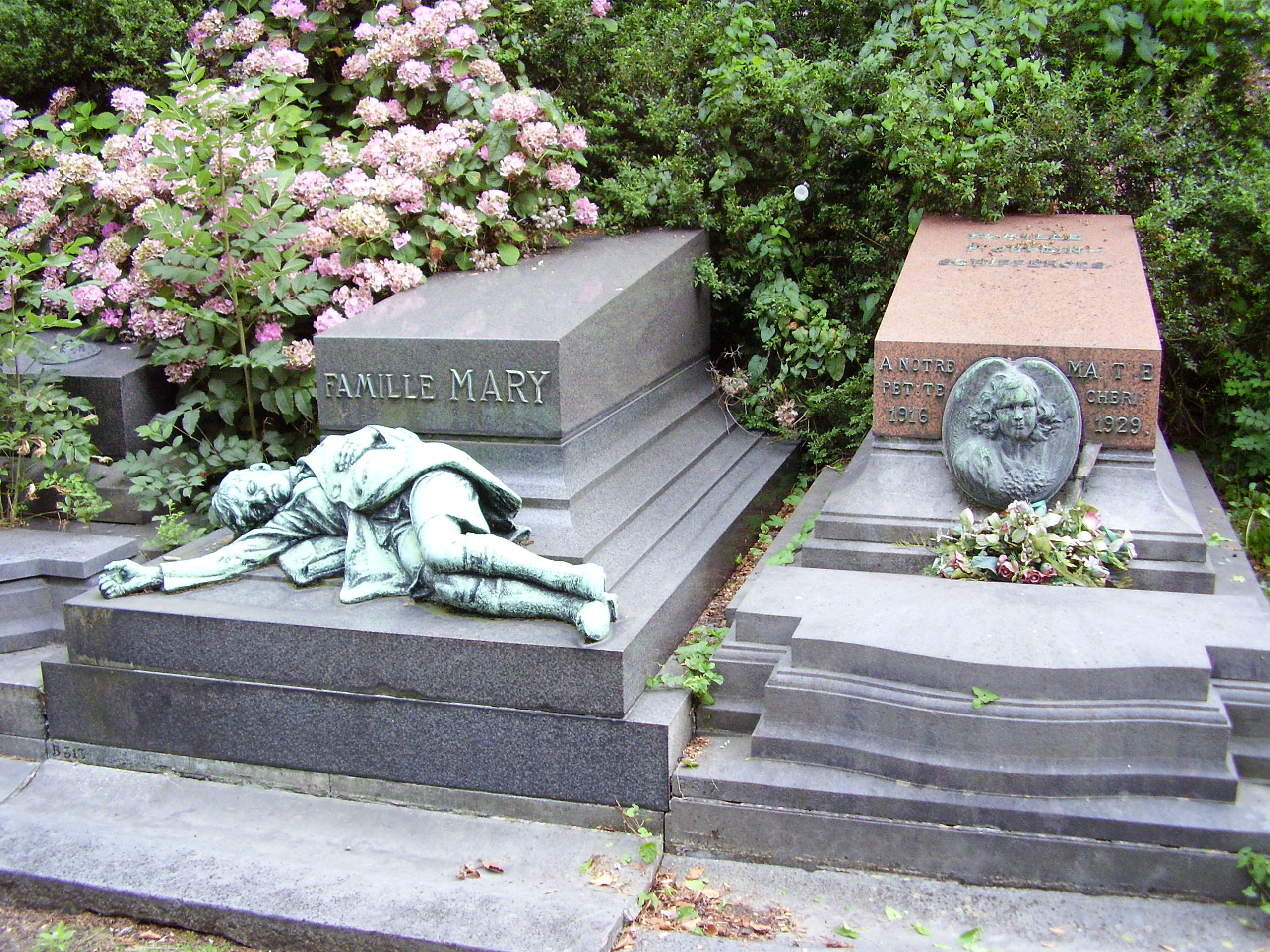
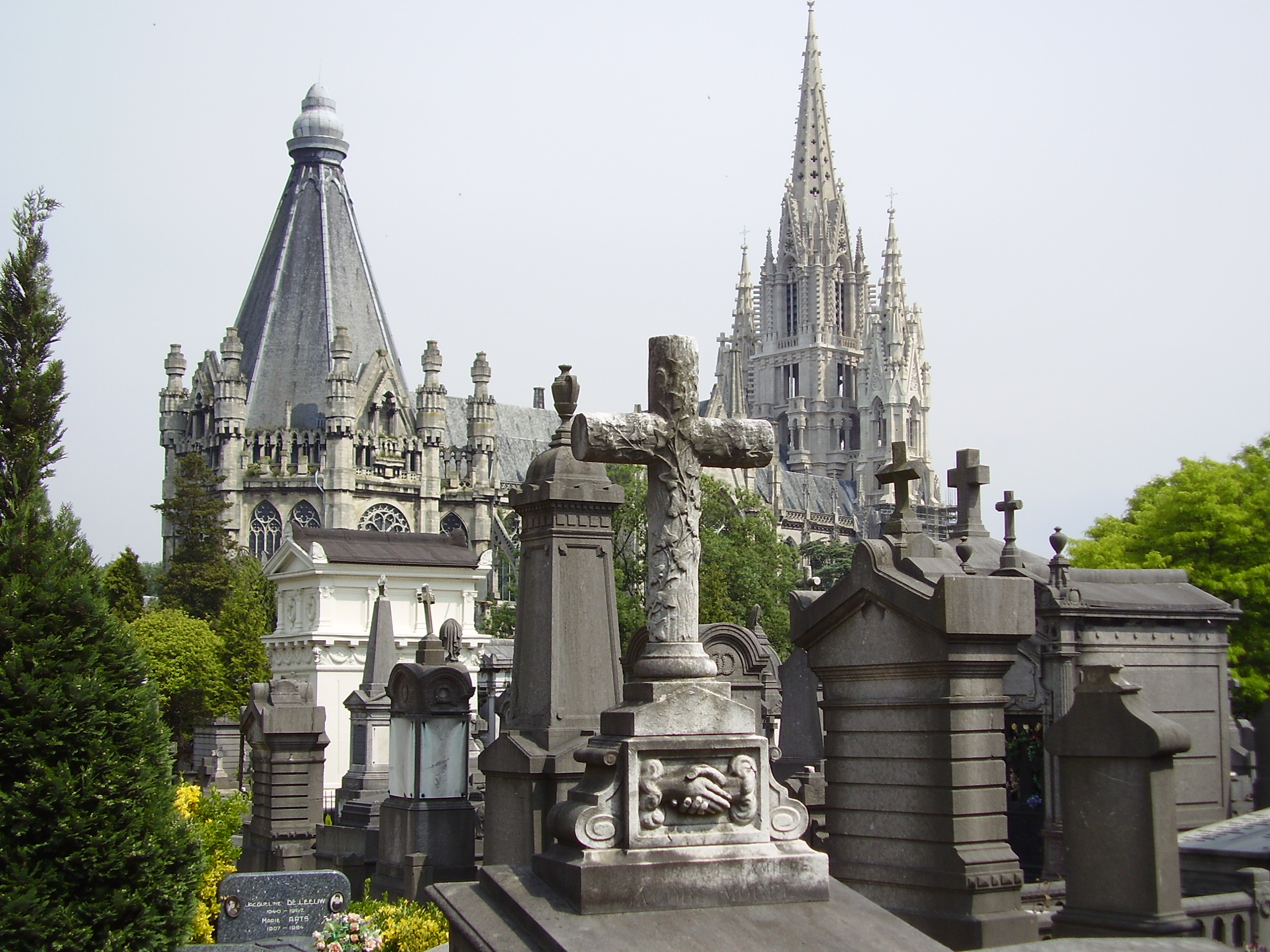
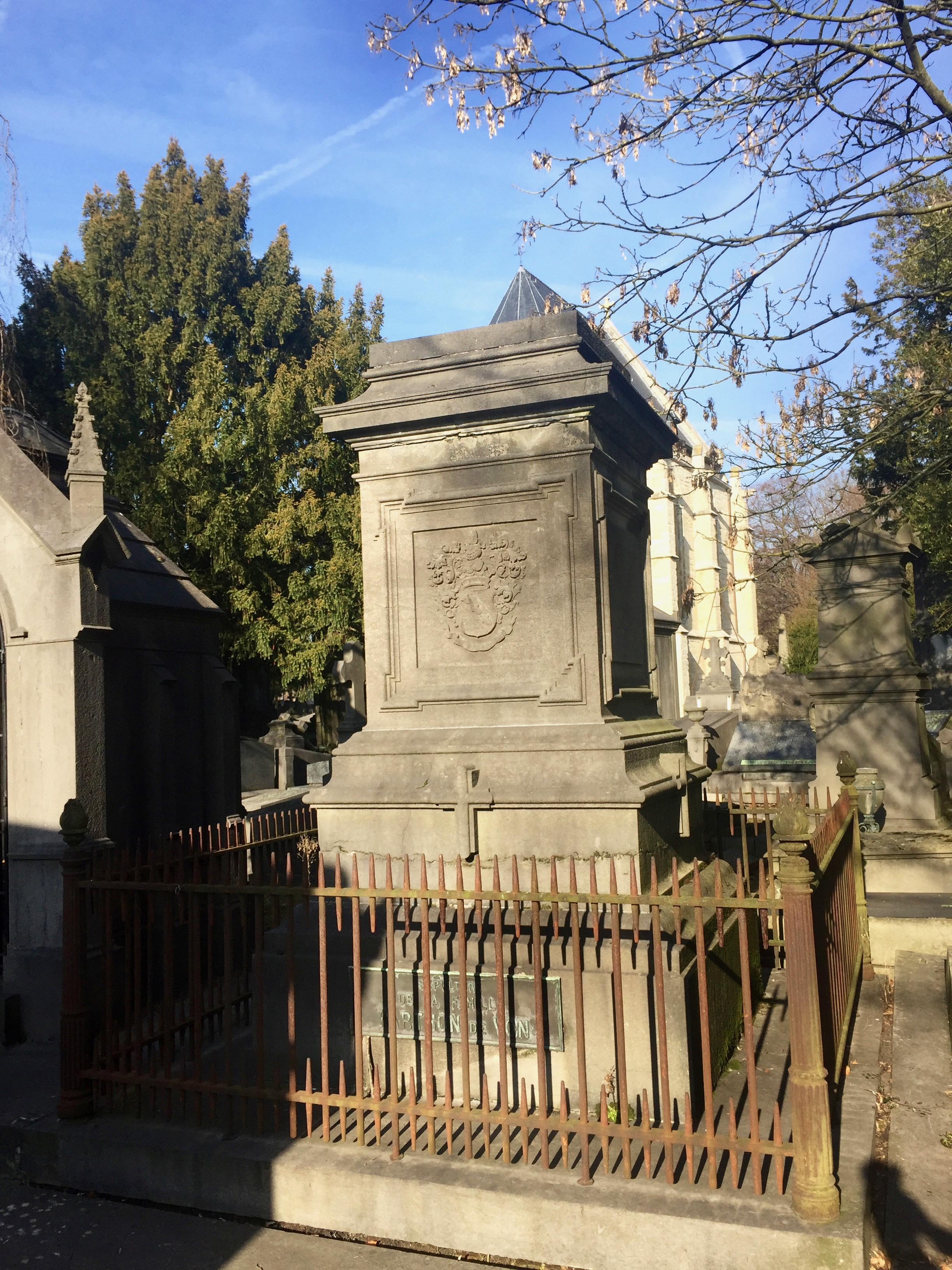
Familia Parthon de Von

## Acceso
La estación de metro más cercana es la de Bockstael (línea 6).